# Hippotion maculiventris
Hippotion maculiventris är en fjärilsart som beskrevs av Misk. 1891. Hippotion maculiventris ingår i släktet Hippotion och familjen svärmare. Inga underarter finns listade i Catalogue of Life.